# Samostan Aprank
Aprank ali Abrenk, znan tudi kot Samostan svetega Davida,:228 je nekdanji armenski apostolski samostan blizu vasi Üçpınar v provinci Erzincan v vzhodni Turčiji. Samostan je bil zapuščen po drugem pokolu Armencev leta 1915. Kompleks, ki ga sestavljata spodnji obzidani samostan in zgornja kapela, leži v zapuščenem in delno porušenem stanju.
Samostan je najbolj znan po paru monumentalnih, skoraj 5 metrov visokih hačkarjev (križnih kamnov) iz poznega 12. stoletja. Veljata za največja hačkarja, ki sta se ohranila v Turčiji, in najvišja na svetu. Njuni repliki so leta 2015 postavili v bližini Ečmiadzinske stolnice, središču Armenske apostolske cerkve, v spomin na žrtve genocida.
Krajevna občina ga opisuje kot »arhitekturno pomembnega« in znamenitost province Erzincan, čeprav je turistom večinoma neznan.

## Lega
Samostan leži na nadmorski višini približno 1.700 m, na zahodnem pobočju Köbek-Dağa,:228 2 km južno od vasi Üçpınar,:228 prej znan kot Abrank ali Abrenk iz armenske besede »aparank«, ki pomeni posestvo, dvorec ali palača. Nahaja se približno 12 do 15 km jugozahodno od Tercana (prej Mamahatun), na pol poti med Erzincanom in Erzurumom.:228 Vas so pred genocidom naseljevali Armenci, trenutno pa je naselje alevitov, ki govorijo zazakijsko.

## Zgodovina in opis
Zgodnja zgodovina samostana ni znana. Po tradicionalnem pripovedovanju je v začetku 4. stoletja Gregor Razsvetitelj ustanovil martirij. Kasneje je bil ustanovljen samostan, ki je bil leta 1488 znan kot Samostan svetega Gregorja, kar je najzgodnejši pisni zapis o njegovem obstoju.:228 Imenovali so ga tudi Cakk‘ari (Ծակքարի), ime druge bližnje vasi, sedaj znane kot Büklümdere (kurdsko Zaxerî). Ime pomeni »kamnita luknja«, kar se nanaša na njeno lego, s kamnolomom, odprtim proti zahodu.:228
Samostan se je kasneje imenoval Samostan svetega Davida (Surb Davit‘) po svetniku Davitu Dvineciju (Davidu Dvinskem) iz 7. stoletja. Ime se pogosto uporablja za zgornjo kapelo, v kateri so verjetno shranjene njegove relikvije. Kapelo je med letoma 1521 in 1535 obnovil vardapet Malakija iz Derjana (Maghak‘ia Derjanci). Do konca 17. stoletja je bila sedež krajevnega nadškofa, ta status je imela do 19. stoletja. Sredi 19. stoletja sta opat Mgrdič Ardzrunjan in menih-arhitekt E‘rem izvedla obsežna obnovitvena dela. Zgradila sta tudi novo cerkev, posvečeno svetemu Predhodniku (Surb Karapet), tj. Janezu Krstniku, in jo obdala z novim obzidjem in drugimi objekti. Večina ohranjenih stavb izvira iz tega obdobja. V začetku 20. stoletja je samostan imel v lasti zemljišča in gozdove ter je upravljal šolo.
Samostan je bil romarsko mesto tako za Armence kot za Kurde iz Dersima, saj sta se obe skupnosti zbirali na njegov praznik. Armenski duhovnik in kurdski sajid ali pir sta blagoslovila žrtveno sol.

### Spodnji samostan
Spodnji samostan obdajajo debeli in visoki zidovi, ki merijo 678 m × 335 m. Zdi se, da so bili visoki zidovi zgrajeni predvsem zaradi vizualnega učinka in pomena, ne pa zaradi obrambnih namenov. To je razvidno iz pomanjkanja obrambnih elementov, kot so stolpi ali parapeti, in dejstva, da je ograjeno območje mogoče opazovati z bližnjega dvignjenega terena.
Vsebuje Cerkev svetega Predhodnika (Surb Karapet), imenovana tudi Cerkev svetega Janeza (Surb Hovhannes), križasta zgradba, velika 17 m × 12,2 m s štirimi prostostoječimi stebri, nizkim bobnom in sploščeno kupolo na vrhu. Zgrajena je bila med letoma 1851 in 1873 na mestu prejšnje cerkve in se ujema z načrtom pobizantinskih grških cerkva.:307–308 Edini vhod v cerkev je z zahoda. Njena notranjost je bila prvotno prekrita z ometom, tla pa so bila tlakovana z velikimi kamnitimi ploščami. Ob južni steni cerkve je majhna stavba z banjastim obokom (martirij), do katere je mogoče dostopati izključno iz notranjosti cerkve. Znotraj ograjenega prostora so stavba prelata in bivališča.

### Zgornja Kapela svetega Davida
Enoladijska Kapela svetega Davida (Davit‘), ki je v napisu na vhodu označena kot njegov grob, leži na hribu 100 m od obdanega samostana.:229 Ima banjast obok in dvokapno streho ter ponovno uporablja staro zidarsko gradnjo z »vgrajenimi fragmenti napisov v stene«.
Vzhodno od kapele je zaprto pokopališče z velikim hačkarjem z motivom ptice, medtem ko so fragmenti drugih raztreseni naokrog. 24 m visok hačkar stoji na severozahodnem vogalu preddvorja z napisom, ki ga označuje kot nagrobnik moškega po imenu Grigor, postavljen v armenskem letu 620, tj. leta  1171/72.:234 Njegova replika je bila postavljena v armenski prestolnici Erevan leta 2017.

## Trenutno stanje
Samostan je bil zapuščen med drugim pokolom Armencev leta 1915 ali kmalu zatem. Precejšnji deli vzhodnega, južnega in zahodnega obzidja spodnjega samostanskega ograjenega prostora ter pomožnih struktur so se zrušili. Srednji del zahodnega obzidja je bil zaradi zidarstva izropan.
Ko je leta 1974 ekipa za preučevanje armenske arhitekture (RAA) ocenila najdišče, je ugotovila, da je v sorazmerno dobrem stanju. To ohranjenost naj bi vsaj delno pripisali pozornosti bližnjih prebivalcev. Dokumentacijska ekipa je ugotovila, da so se člani krajevne skupnosti večkrat obrnili nanje z opozorili, naj ne povzročajo škode na zgradbi.:228–229
Spodnja Cerkev svetega Predhodnika (svetega Janeza) še vedno stoji, čeprav je poškodovana, vendar je grobnica njenega graditelja izginila. Nad edinim vhodom v Cerkev svetega Janeza je bil v timpanonu nekoč okrašen kamniti panel z motivi križa in dvema napisoma, eden z letnico 1854. Napis je bil leta 1988 še vedno viden, vendar je bil uničen v začetku 1990-ih. Samostan naj bi bil leta 1990 po poročanju dinamitiran pod pretvezo, da ga kurdski gverilci uporabljajo kot zavetje. Hanriet Topuzyan Basoğlu je v Agosu zapisala, da so »lovci na zaklade izropali« stene in tla cerkve, pri čemer je bila celotna površina izkopana. Po besedah Basoğlujeve je relief orla, ki je nekoč obstajal v cerkvi, do leta 2019 izginil.
Zgornja Kapela svetega Davida je od 1980-ih precej propadla.
Turški znaki in vladno odobrene informacije za obiskovalce ne omenjajo njene armenske identitete.

## Hačkarja
Severovzhodno od zgornje Kapele svetega Davida je skupina hačkarjev (križnih kamnov).:234 Tri od teh stel stojijo v svojih prvotnih temeljih na majhni vzpetini in so večinoma nepoškodovane, vendar preperele.:234 Dve sta izjemno visoki, približno 4,7 m in 4,9 m.:234:262 Tretji, manjši hačkar, visok 2 m,:234 je stal poleg njih do 1970-ih, vendar je zdaj podrt na tla, medtem ko je četrti morda prej stal v luknji, izrezani v skalno površino, ali pa sploh ni bil postavljen.:234
Skoraj 5 metrov visoki kamni so bili opisani kot »velikanski«, »izjemni«, »izjemno veliki« in »zelo opazni«. Raziskovalec Steven Sim je ugotovil, da sta zaradi svoje velikosti in impresivne lokacije hačkarja dvojčka vidna z razdalje 8 kilometrov.
Hanriet Topuzyan Basoğlu ju je opisala kot »enega najlepših primerov armenske kamnite umetnosti« in »naj bi bila to največja hačkarja v Anatoliji«. Podobno ju je Sevan Nişanyan označil za »najveličastnejša hačkarja, ki še vedno stojita v Turčiji«. Oya Pancaroğlu je par opisala kot »dva najbolj monumentalna hačkarja«, ohranjena v sodobni Turčiji, in namignila na njun vpliv na muslimanske ahlatske nagrobnike blizu Vanskega jezera. Shahen Hovsepian je par visokih hačkarjev opisal kot edinstvena primerka na celotni Armenski planoti. Pogosto ju navajajo kot najvišja hačkarja na svetu. Turški državni kulturni portal ne omenja njune armenske identitete, temveč ju opisuje preprosto kot »stoječa kamna«. Steli datira v 17. stoletje, z domnevnim osmanskoturškim napisom iz leta 1684.

### Datiranje in slog
Visoka hačkarja izvirata iz poznega 12. stoletja, natančneje iz let 1191 in 1194 – glede na napise.:262
Srednji hačkar (4,7 m) ima napis z armenskim letom 643, tj. 1194/95, in kronologijo muslimanskih sultanov, ki so vključeni v molitve.:235
Bruchhaus je zapisal, da je napis na desni steli (4,9 m) obrabljen zaradi vremenskih vplivov, letnica pa ni več berljiva. Analiza pisave kaže na 12.–13. stoletje. Na ozki desni strani je tudi arabski napis z letnico 903, vendar ni jasno, ali se nanaša na armenski ali islamski koledar (1454 ali 1525).:234
Najmanjša stela (2 m) na levi, ki je zdaj podrta, ima na ožji strani močno preperel napis, katerega analiza pisave kaže na 14.–15. stoletje. Armenski napis na hrbtni strani je leta 1877 pustil oče Eprem, ki je predlagal, da so bili »križi« (hačkarji) zgrajeni leta 683 [tj. 1234/35].:235–236
Visoka hačkarja imata osnovno postavitev, pri čemer spodnji del sestavlja napisni prostor. Nad njim je prehodni del, poln zapletenih prepletenih vzorcev, razporejenih v stopničasti piramidi. Zgornji del prikazuje križ, upodobljen kot drevo življenja.:234–235 Oba vsebujeta motive diskov kot simbole sveta pod velikimi in bogato okrašenimi križi.:235 Vsak rob hačkarjev krasi neprekinjen pleten vzorec, ki ustvarja učinek okvirja.

### Ečmiadzinski repliki
Repliki obeh visokih hačkarjev sta bili postavljeni v bližini Ečmiadzinske stolnice, središču Armenske apostolske cerkve, leta 2015. Izklesal ju je Ljudvig Gazarjan, visoka sta 6 ali 7 metrov in težka 12 ali 14 ton. Repliki je 28. septembra 2015 slovesno odkril katolikos Karekin II. v posvetilo žrtvam armenskega genocida, ki jih je Armenska apostolska cerkev kanonizirala ob stoletnici genocida aprila 2015. Gazarjan je hačkarja opisal kot edinstvena na svetu glede na njuno velikost.